# Capurodendron
Capurodendron é um género botânico pertencente à família Sapotaceae.